# コンスタンティノープルの宮殿
コンスタンティノープルの宮殿（コンスタンティノープルのきゅうでん、英語: Palace in Constantinople）は、中世の東ローマ帝国の帝都・コンスタンティノープルに存在していた宮殿である。

## 概要
東ローマ帝国の首都となるコンスタンティノープル（Constantinople）は、当時のローマ皇帝がローマから自身の名を冠した新都市「コンスタンティノポリス」に首都を移転させた。330年、コンスタンティヌス1世は自らと後代の皇帝が居住し、皇帝の居城とするための大規模なコンスタンティノポリス皇帝宮殿を建設する事を計画し、コンスタンティノポリスには大規模な宮殿の建設が併せて行われた。
その後も時のローマ皇帝テオドシウス1世が380年にコンスタンティノープルへと入城し、ここを居所と定めて生涯の多くをその宮殿で過ごすこととなった。ローマ皇帝の居所とされたコンスタンティノープルの宮殿は、重要性を高めることになる。
ブラケルナエ宮殿の中には礼拝堂としてブラケルナエの聖マリア大教会と言う名の教会を初めとする教会も建てられた。
12世紀頃に東ローマ帝国歴代皇帝が主に好んで居住するようになったのはブラケルナエ宮殿であり、帝国後期のパレオロゴス王朝からは皇帝宮殿は放置されるようになった。
それに拍車をかけたのが、13世紀末の事件である。
ブラケルナエ宮殿は東ローマ、コンスタンティノポリス皇帝宮殿に代わって東ローマの宮廷として用いられた。オスマン帝国の皇帝メフメト2世は1453年にコンスタンティノープルを陥落させた際に市街地へ入り、その際にアヤソフィアやこの皇帝宮殿の荒廃ぶりを目の当たりにし、この世の権力の移ろいやすさを詠んだ次の対句を呟いた。
「蜘蛛はホスローの丸屋根の広間にて門番の務めを果たし、
梟はアフラシヤブの宮殿にて軍楽を奏でる。」
コンスタンティノープルの陥落の影響により、現存しない。
ポルフュロゲネトスの宮殿は、皇帝の宮殿としての役割は失われた。

## 位置
主に、宮殿は2つの宮殿地域に集中していた。その2つの地域とは、以下のとおりである。
1. コンスタンティノポリス皇帝宮殿の周辺‐初期の宮殿建築が多い。コンスタンティノポリス皇帝宮殿、ブーコレオン宮殿などがその代表であり、ローマ建築を踏襲したものも多かった。
2. ブラケルナエ宮殿の周辺‐後期の宮殿建築が多い。ブルケラナエ宮殿、ポルフュロゲネトスの宮殿、アネマス＝プリソネソス宮殿などがその代表であり、ビザンティン建築的な建築が多かった。

その他にも、様々な宮殿がコンスタンティノープル内には点在していたという。

## 一覧
| 名称                           | 画像         | 現地名（ギリシア語、英語）    | 解説 |
| ------------------------------ | ------------ | ----------------------------- | --- |
| ブルケラナエ宮殿               |              | Βλαχέρναι                     | コンスタンティノープルの北西部のテオドシウスの城壁に隣接する郊外の地区に存在した。ブラケルナエの聖マリア大教会と言う名の教会をはじめとする教会も建てられた。東ローマ皇帝レオ1世によって拡張され、皇帝ユスティニアヌス1世によって更に改装された。コンスタンティノープルの陥落の影響により現存しない。 |
| ブーコレオン宮殿               | フレーム無し | Βουκολέων                     | コンスタンティノープルに存在した宮殿で、コンスタンティノポリス皇帝宮殿の南にあった。離宮で、さらに南には港が存在した。現在は宮殿の壁の残存欠が残り、公園の中に遺跡がたたずむ。しかし、現在は損傷がひどくなっており、早急な措置が必要な状況となっている。東ローマ皇帝のレガリアが納められた。         |
| コンスタンティノポリス皇帝宮殿 | フレーム無し | Ιερόν Παλάτιον                | コムネノス王朝以前の歴代東ローマ皇帝が住んだ宮殿であり、今でもモザイクが残存している。半島南西端のイスタンブール旧市街地にあたる場所、現在のブルー・モスク近辺にあった。東ローマ皇帝の宮殿であった。                                                                                                 |
| ポルフュロゲネトス宮殿         |              | το παλάτι τοῦ Πορφυρογεννήτου | 東ローマ帝国の宮殿の中では離宮的な役割を果たした。後に娼館、陶板画工場、そして博物館と現在はなっている。元々は南部の手の込んだファザードのみが残されていたが、現在は屋根や窓ガラスも復元されている。「コンスタンティノス・ポフュロゲネストスの宮殿」とも呼ばれる。                                   |
| アンティオコス宮殿             | ‐            | Palace of Anthiochos          | 聖エウフェミア教会（聖大致命女エウフィミヤ聖堂）の付近に存在する。 |
| ダーポネー宮殿                 | ‐            | daphne palece                 | コンスタンティノポリス皇帝宮殿の中に存在する別館のうちの一つ。コンスタンティノープル競技場に近い。コンスタンティノポリス皇帝宮殿の中でも北西に位置し、アヤソフィア大聖堂が北に広場を挟んで臨む。 |
| ラウスス宮殿                   | ‐            | Palace of Lausus              | 東にはアヤソフィア大聖堂、西には「コンスタンティヌスのフォールム」広場がある、両地点の中間地点にある。また、南にはコンスタンティノープル競技場がある。 |
| テオドシウスのフォールム宮殿   | ‐            | Folum of Theodosius Palace    | その名の通り、コンスタンティノープル市街の中心にある「テオドシウスのフォールム」広場の南側に位置する宮殿である。北には教会が多く点在する地域がある。 |
| アネマス＝プリソネソス宮殿     | ‐            | Anemas Purisonesos Palace     | ブーコレオン宮殿に隣接する離宮のうちの一つ。テオドシウスの城壁（ヘラクレイオスの城壁）と隣接し、それに沿って宮殿域が広がっている。ブーコレオン宮殿の別館的な存在でもある。 |
| パナギオティッサ宮殿           | ‐            | Palace of panagiotissa        | 金角湾に隣接する城壁の内側に存在した。st.mary of the Mongols教会の北に位置した。現存しない。 |
| マンゲナー宮殿                 | ‐            | Palace of the Mangana         | コンスタンティノポリス皇帝宮殿の中でもボスポラス海峡側に位置する宮殿。周りには、キリスト教寺院が建ち並ぶ。現存しない宮殿である。 |

### 注
1. ↑  諸説あり